# Greatest Hits (álbum de Sara Evans)
Greatest Hits é um álbum dos melhores êxitos da cantora Sara Evans, lançado em 9 de Outubro de 2007.

## Faixas
1. "As If"A (Sara Evans, Hillary Lindsey, John Shanks) — 3:30
2. "Born to Fly" (S. Evans, Marcus Hummon, Darrell Scott) — 5:36
3. "I Could Not Ask for More" (Diane Warren) — 4:51
4. "Perfect" (S. Evans, Tom Shapiro, Tony Martin) — 4:04
5. "Cheatin'" (Brett James, Don Schlitz) — 3:26
6. "Suds in the Bucket" (Billy Montana, Tammy Wagoner) — 3:49
7. "Saints & Angels" (Victoria Banks) — 4:25
8. "You'll Always Be My Baby" (S. Evans, Martin, Shapiro) — 4:38
9. "I Keep Looking" (S. Evans, Shapiro, Martin) — 4:38
10. "No Place That Far" (S. Evans, Martin, Shapiro) — 3:39
11. "A Real Fine Place to Start" (Radney Foster, George Ducas) — 4:00
12. "Love You with All My Heart"A (S. Evans, Aimee Mayo, Shanks) — 4:01
13. "Pray for You"A (S. Evans, Mayo, Shanks) — 3:34
14. "Some Things Never Change"A (S. Evans, Matt Evans, Lindsey, Shanks) — 4:09

- - AFaixas novas.

## Desempenho nas paradas musicais
| Parada musical (2007)                | Posição |
| ------------------------------------ | ------- |
| Estados Unidos - Country Albums      | 3       |
| Estados Unidos - Billboard 200       | 8       |
| Estados Unidos - Top Internet Albums | 8       |